# Rybniki (Czerniki)
Rybniki (niem. Waldsee) – przysiółek  wsi Czerniki w Polsce, położony w województwie warmińsko-mazurskim, w powiecie kętrzyńskim, w gminie Kętrzyn. Wchodzi w skład sołectwa Czerniki.
W latach 1975–1998 przysiółek administracyjnie należał do województwa olsztyńskiego.